# Jakub Słowik
Jakub Waldemar Słowik (ur. 31 sierpnia 1991 w Nowym Sączu) – polski piłkarz występujący na pozycji bramkarza w Yokohama FC. Były reprezentant Polski.

## Kariera klubowa
Słowik rozpoczynał karierę w juniorskiej sekcji Sandecji Nowy Sącz. Następnie przeniósł się do Szamotuł, gdzie grał w młodzieżowej drużynie MSP i Sparty. W 2009 roku przeszedł do Sparty Oborniki, rozgrywając przez dwa lata 37 spotkań. Od sezonu 2010/11 Słowik reprezentuje barwy Jagiellonii Białystok. W Ekstraklasie zadebiutował 13 maja 2011 roku w zremisowanym pojedynku z Legią Warszawa. W następnym roku w najwyższej klasie rozgrywkowej zagrał w czterech meczach, a na wiosnę został wypożyczony do Warty Poznań. W wielkopolskim klubie wystąpił 10 razy, po czym powrócił do Białegostoku.

## Kariera reprezentacyjna
Słowik otrzymał na przełomie 2012 i 2013 roku od selekcjonera reprezentacji Polski Waldemara Fornalika powołania na towarzyskie spotkania z Macedonią i Rumunią. Swój debiut w kadrze zaliczył w zwycięskim meczu z Rumunami, który ostatecznie został uznany za nieoficjalny.

## Statystyki

### Reprezentacyjne
| Reprezentacja | Rok     | Mecze | Bramki |
| ------------- | ------- | ----- | ------ |
| Polska        | 2013    | 1     | 0      |
| Łącznie       | Łącznie | 1     | 0      |

| Mecze i gole w reprezentacji | Mecze i gole w reprezentacji | Mecze i gole w reprezentacji | Mecze i gole w reprezentacji | Mecze i gole w reprezentacji | Mecze i gole w reprezentacji              | Mecze i gole w reprezentacji |
| ---------------------------- | ---------------------------- | ---------------------------- | ---------------------------- | ---------------------------- | ----------------------------------------- | ---------------------------- |
| 1.                           | 02.02.2013                   | Malaga, Hiszpania            | Rumunia                      | 4:1                          | Mecz towarzyski, (nieuznawany przez FIFA) |                              |